# قصي منير
قصي منير عبودي الحسين، لاعب كرة قدم عراقي وهو من مواليد 12 أبريل 1981 البصرة، ولعب مع منتخب العراق لكرة القدم.

## سيرته المهنية

### لاعبا
و قد بدأ قصي منير اللعب من نادي الصناعة في عام 1998، وفي عام 2003 انتقل إلى نادي القوة الجوية، وفي موسم 2004/2005 لعب مع نادي الخور القطري، وفي موسم 2005/2006 انتقل إلى نادي الحزم السعودي.
في كأس الخليج عام 2004 سجل منير هدفا في مرمى منتخب الإمارات لكرة القدم، وفي كأس آسيا في نفس العام سجل هدفا في مرمى منتخب تركمانستان لكرة القدم.

### مدربا
تولى منصب نائب مدير نادي القوة الجوية، إلا إنه استقال في يناير 2021 وانتقل إلى تدريب نادي الديوانية بعد لكنه لم يستمر وتعرض للأقالة سريعاً ليدرب فريق القاسم في 2021 واستمر معهم 5 أشهر ليقال ويدرب نادي الميناء الذي أنهى تعاقده مع منير في أكتوبر 2021 بعد أن حل في المرتبة ال18 في الدوري العراقي.

## وصلات خارجية
- موقع قصي منير الرسمي نسخة محفوظة 21 مايو 2008 على موقع واي باك مشين.
- قصي منير على موقع عراق سبورت
- قصي منير على موقع الاتحاد الدولي (مؤرشف)  (الإنجليزية)
- قصي منير على موقع قاعدة بيانات كرة القدم.إي يو (الإنجليزية)
- قصي منير على موقع ناشيونال فوتبول تيمز (الإنجليزية)
- قصي منير على موقع Soccerway.com (الإنجليزية)
- قصي منير على موقع عالم كرة القدم.نت (الإنجليزية)
- قصي منير على موقع كووورة
- قصي منير على موقع أوليمبيديا (الإنجليزية)